# Calceolaria comosa
Calceolaria comosa är en toffelblomsväxtart. Calceolaria comosa ingår i släktet toffelblommor, och familjen toffelblomsväxter.

## Underarter
Arten delas in i följande underarter:
- C. c. comosa
- C. c. elegans